# Liniers (Vienne)
Liniers település Franciaországban, Vienne megyében. Lakosainak száma 586 fő (2022. január 1.). Liniers Bignoux, Bonnes, La Chapelle-Moulière, Lavoux és Montamisé községekkel határos.

## Népesség
A település népességének változása:
| Lakosok száma | 563  | 565  | 577  | 561  | 565  | 573  | 577  | 582  | 586  |
|               | 2013 | 2015 | 2016 | 2017 | 2018 | 2019 | 2020 | 2021 | 2022 |